# Francisco de Valdés

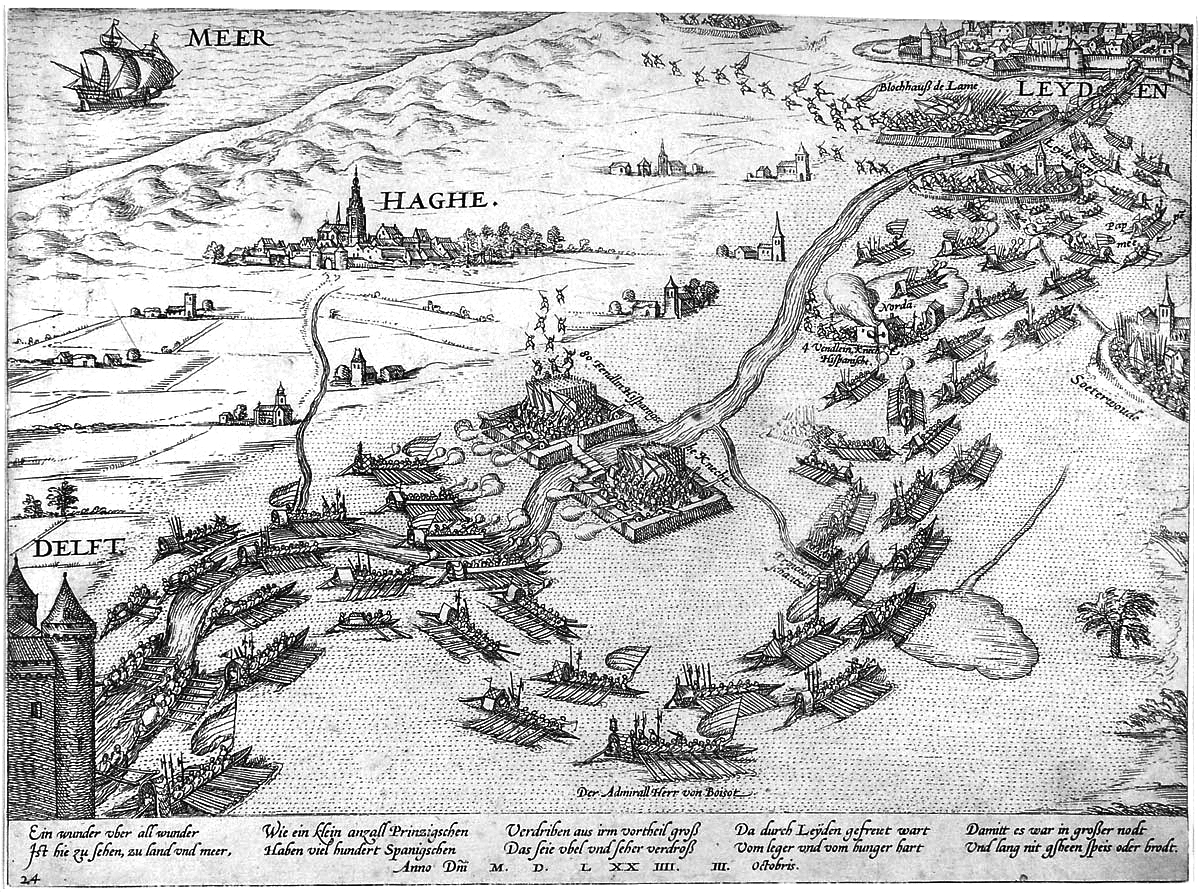
La ciutat de Leiden el temps del setge (1574)

Francisco de Valdés (Gijón? c. 1511-Piombino, 1580) fou un militar al servei de la monarquia hispànica i escriptor.
El 1574 era mestre de camp i tenia assetjada estretament la plaça de Leiden. El 1586 publicà a Brussel·les l'obra Espejo i disciplina militar i en altres edicions, Dialogo militar compuesto por el Maestre de campo Francisco Valdés, en el cual se trata del oficio del Sargento Mayor. Aquesta edició sembla la més antiga, que només és coneguda per alguns experts. Hi ha una altra edició de Brussel·les feta el 1589 i una altra a Madrid del 1591. L'edició més coneguda de Brussel·les (1589) era sempre seguida malgrat que amb foliació diferent, del Discurso sobre disciplina militar, de Sancho de Londoño, i, en efecte, ambdues obres es complementen recíprocament.

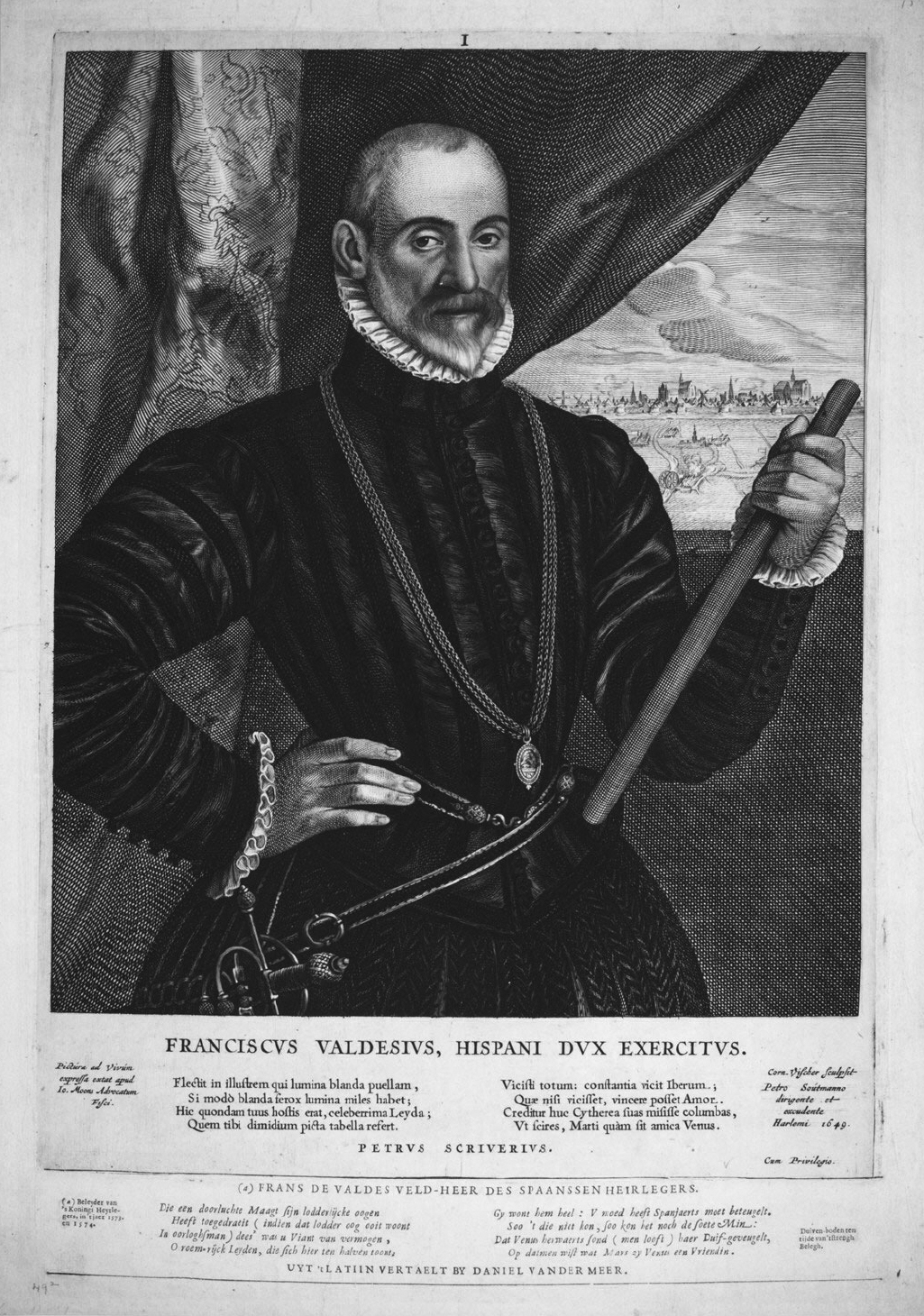

La dedicatòria de l'obra de Valdés està datada a Deventer el 20 d'octubre de 1571 i va dirigida a Fadrique Álvarez de Toledo y Enríquez de Quiñones, fill del duc d'Alba i general de la infanteria espanyola a les Disset Províncies; el llibre degué ésser escrit vers l'any 1568 a petició del gran duc d'Alba, i adopta la forma de diàleg, favorita en aquell temps. Els suposats interlocutors són Alonso de Vargas y Londoño i el lloc de la instructiva conversa a la vora del Rin.
| « | Per delicat homenatge, diu Almirall, al nom militar i literari de Londoño, Vargas pren sempre la interrogació, que aquell satisfà complidament, sense magisteri en la fórmula, amb la planositat atractiva que pren sempre l'home que domina el seu afer. Aquest, com el títol anuncia, el constitueixen en el fons el càrrec, deures i funcions del sergent major, que en aquella organització era, per dir-ho així, l'eix tàctic i orgànic d'un terç; això és, de l'agrupació anàloga al modern regiment; però el llibre està en totes les seves pàgines nodrit, tan clavetejat de cites erudites, de sans principis, de regles lluminoses i precises, que pot entrar ben bé com a tractat, encara que curt, sota la signatura de re militari, en l'antiga accepció de la frase | » |

El setge de Leiden constituí l'operació de guerra més important que es confià a Valdés i un dels més importants esdeveniments del comandament de Lluís de Requesens als Països Baixos Espanyols.
Valdés ajudat pels terços de Romero, Viteli i Toledo, l'encerclà per complet, establí sòlides línies, reforçades de tant en tant per fortins, i barrà totalment el pas als combois. Malgrat veure's els assetjats separats de la resta del país, conservaren l'ànim i depreciaren les intimidacions del cabdill espanyol. Valdés no ordenà l'assalt oportunament, donant temps als defensors perquè trenquessin els dics que contenien les aigües dels rius IJssel i Mosa, inundant tots els camps. L'arribada d'una esquadra de socors acabà de fer insostenible la situació dels espanyols.
| « | Convençut llavors Valdés, que era impossible de tot punt continuar el setge per més temps, no tan sols es retirà apressadament dels dics, que s'anaven inundant per moments, sinó que donà ordre als defensors del fort de Lammen de què el desemparessin, i el mateix menà als capitans que ocupaven Leiderdorp i llocs immediats. Però aquesta retirada fou molt penosa, perquè escomesos, per l'enemic que els perseguia amb els seus vaixells, els soldats espanyols rebien la mort per plom i l'acer, i encara eren presa d'aquell per mitjà d'arpons i garfis, agafats als que queien sobre els ponts dels bastiments. Així i tot, els espanyols aconseguiren arribar sense grans pèrdues a La Haia, mentre a Leiden celebraven contents l'arribada dels alliberadors (octubre de 1574). El mal resultat d'aquesta empresa els soldats li penjaren a Valdés, i, restablerts de l'escomesa, anaren sobre ell, reduint-lo a presó, no sense omplir-lo d'insults per haver retardat l'assalt, el que atribuïren a suborn de l'enemic | » |

Més tard a les ordes d'Alexandre Farnesi prengué part en el setge de Maastricht, menant un dels tres terços d'infanteria espanyola de què es componia el seu exèrcit, el qual demostra que no va caure en desgràcia pel seu fracàs davant els murs de Leiden.